# Les Survivants de l'Apocalypse
Pour les articles homonymes, voir Left Behind.

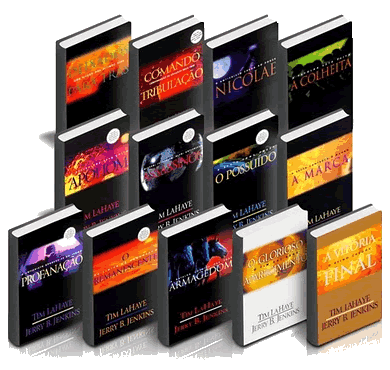
Image illustrant les 16 livres de la série "Les survivants de l'apocalypse"

Les Survivants de l'Apocalypse (Left Behind) est une série de 16 livres basée librement sur l'Apocalypse écrite par Jerry B. Jenkins (en) et Tim LaHaye publié en 1995 par Tyndale House (en). 

## Résumé
C’est la fin des temps et les vrais croyants chrétiens ont été emmenés instantanément au ciel. Le chaos s’est installé. Le nouveau secrétaire général des Nations unies, Nicolae Jetty Carpathia promet de restaurer la paix. Mais le pilote de ligne Rayford Steele, sa fille Chloe, leur pasteur Bruce Barnes et le jeune journaliste Cameron "Buck" Williams ne sont pas convaincus par son discours. Ils feront tout pour aider à sauver le plus de gens.
La série s'inspire librement de l'Apocalypse de Jean avec une perspective prémillénariste dispensationaliste . Elle propose sous forme de fiction l'enlèvement de l'Église .

## Série
La série Left Behind est divisée en treize volumes :
- Left behind : A Novel of the Earth's Last Days Octobre 1995
- Tribulation Force : The Continuing Drama of Those Left Behind, Octobre 1996
- Nicolae : The Rise of Antichrist, Octobre 1997
- Soul Harvest : The World Takes Sides, Août 1998
- Apollyon : The Destroyer Is Unleashed, Février 1999
- Assassins : Assignment: Jerusalem, Target: Antichrist, Août 1999
- The Indwelling : The Beast Takes Possession, Mai 2000
- The Mark : The Beast Rules the World, Novembre 2000
- Desecration: Antichrist Takes the Throne, Octobre 2001
- The Remnant: On the Brink of Armageddon, Juillet 2002
- Armageddon : The Cosmic Battle of the Ages, Avril 2003
- Glorious Appearing : The End of Days, mars 2004
- Kingdom Come :  The Final Victory, Avril 2007

Ces titres ont été adaptés en français par les Éditions Vida.

## Réception
En 2016, plusieurs livres de la série ont été best-sellers et 65 millions d'exemplaires ont été vendus dans diverses langues.

## Au cinéma
La série a été portée au cinéma dans trois films. 
- 2000 : Left Behind I: The Movie (vidéo) : Buck Williams
- 2002 : Left Behind II: Tribulation Force (vidéo) : Buck Williams
- 2005 : Left Behind III: World at War : Buck Williams

Deuxième version avec Nicolas Cage.
- 2014 : Le Chaos (Left Behind) (cinéma)